# ميليسا إريكسون
ميليسا إريكسون (بالإنجليزية: Melissa Erickson)‏ هي دراجة أمريكية، ولدت في 5 سبتمبر 1990 في ألكساندريا في الولايات المتحدة.

## وصلات خارجية
- ميليسا إريكسون على موقع أرشيف الدراجات (الإنجليزية)
- ميليسا إريكسون على موقع إحصائيات الدراجات الإحترافية (الإنجليزية)
- ميليسا إريكسون على موقع نسبة الدراجات (الإنجليزية)